# Hôtel Porgès
L'hôtel Porgès était un hôtel particulier de Paris situé sur l'avenue Montaigne.

## Histoire
La Maison pompéienne fut acquise en 1892 par le diamantaire Jules Porgès (1838-1921) qui se porta également acquéreur de la parcelle du no 14, propriété de Pierre Jean Cros, petit terrain de 230 m2 qui supportait quelques modestes bâtiments. Il fit abattre le tout, non sans permettre à l'architecte Alfred-Nicolas Normand de prélever quelques éléments de son œuvre dont certains furent donnés à la Ville de Paris, et commanda à l'architecte Ernest Sanson un vaste hôtel particulier où puisse s'exprimer la passion de son épouse, une jolie Viennoise née Anna Wodianer (1854-1937), pour le XVIIIe siècle français.
L'hôtel présentait sur l'avenue un mur orné de refends et percé de larges baies cintrées ainsi que de deux portes cochères surmontées de masques de lion. La cour d'honneur était de forme rectangulaire. Le principal corps de bâtiment était placé perpendiculairement à l'avenue et s'inspirait étroitement du château d'Asnières, construit vers 1750 par Jacques Hardouin-Mansart de Sagonne pour le marquis de Voyer. Le rez-de-chaussée, orné de refends, était percé de baies légèrement arrondies en anse de panier, ornées d'agrafes, tandis que le premier étage présentait de hautes fenêtres en plein cintre ornées de mascarons. Au-dessus d'une corniche à modillons, une balustrade de pierre agrémentée de groupes d'enfants et de vases dissimulait en partie le comble mansardé. Sur le jardin, un avant-corps central en demi-lune sommé d'un fronton triangulaire orné d'un haut-relief allégorique était agrémenté d'un balcon de ferronnerie au premier étage et, au rez-de-chaussée, d'un long balcon supporté par des consoles sculptées et également agrémenté d'une rampe de ferronnerie terminé par deux escaliers permettant de descendre dans le jardin à la française orné d'une fabrique de treillage formant perspective, qu'Achille Duchêne avait pu aménager en 1894 grâce à la démolition de bâtiments voisins. Sur la cour d'honneur, un perron menait à un vestibule rectangulaire, puis un second de plan carré précédant un vaste escalier d'honneur décoré de marbres et couvert d'une coupole. À gauche se trouvaient une salle de billard et la chambre de Jules Porges et à droite les appartements de son épouse et de sa fille. Au premier étage, la galerie de tableaux, renfermant une collection réputée comptant plusieurs toiles de Rubens, Van Dyck, Rembrandt, Brueghel de Velours et Le Lorrain, fut disposée parallèlement à l'avenue Montaigne, à proximité d'une vaste salle de bal. Un ascenseur desservait l'ensemble des niveaux.
Les écuries, la sellerie ainsi que des logements de domestiques furent aménagés au no 40 rue Jean-Goujon. Selon l'architecte, la construction revint à la somme de 4 millions de francs. D'après André Becq de Fouquières : « L'ambassade [d'Autriche] avait à Paris une véritable annexe officieuse : l'hôtel Porgès, avenue Montaigne. Mme Jules Porgès, qui était viennoise, avait fait construire ce vaste hôtel d'allure majestueuse et de style incertain dont les salons, emplis de toiles anciennes autant que des salles de musée, servirent de cadre à bien des fêtes. [...] Le comte de Khevenhuller, l'ambassadeur d'Autriche-Hongrie, le baron de Vaux, les secrétaires de l'ambassade étaient chez eux avenue Montaigne, mais aussi le comte Chevreau [...] L'hôtel Porgès avait été acheté avant la guerre par une société et les Allemands s'y installèrent en arrivant à Paris. Ils édifièrent dans le jardin un fabuleux blockhaus qui n'est guère moins haut que l'hôtel lui-même et qu'on a renoncé à faire sauter. Ce rocher de béton commence, grâce aux mousses et aux lichens, à acquérir quelque patine ».
Après le décès de Mme Porgès en 1937, l'hôtel fut vendu. Dans les années 1960, il fut rasé et remplacé par un immeuble moderne.